# Systropus hoppo
Systropus hoppo är en tvåvingeart som beskrevs av Matsumura 1916. Systropus hoppo ingår i släktet Systropus och familjen svävflugor.
Artens utbredningsområde är Taiwan. Inga underarter finns listade i Catalogue of Life.